# Lagoa dos Patos

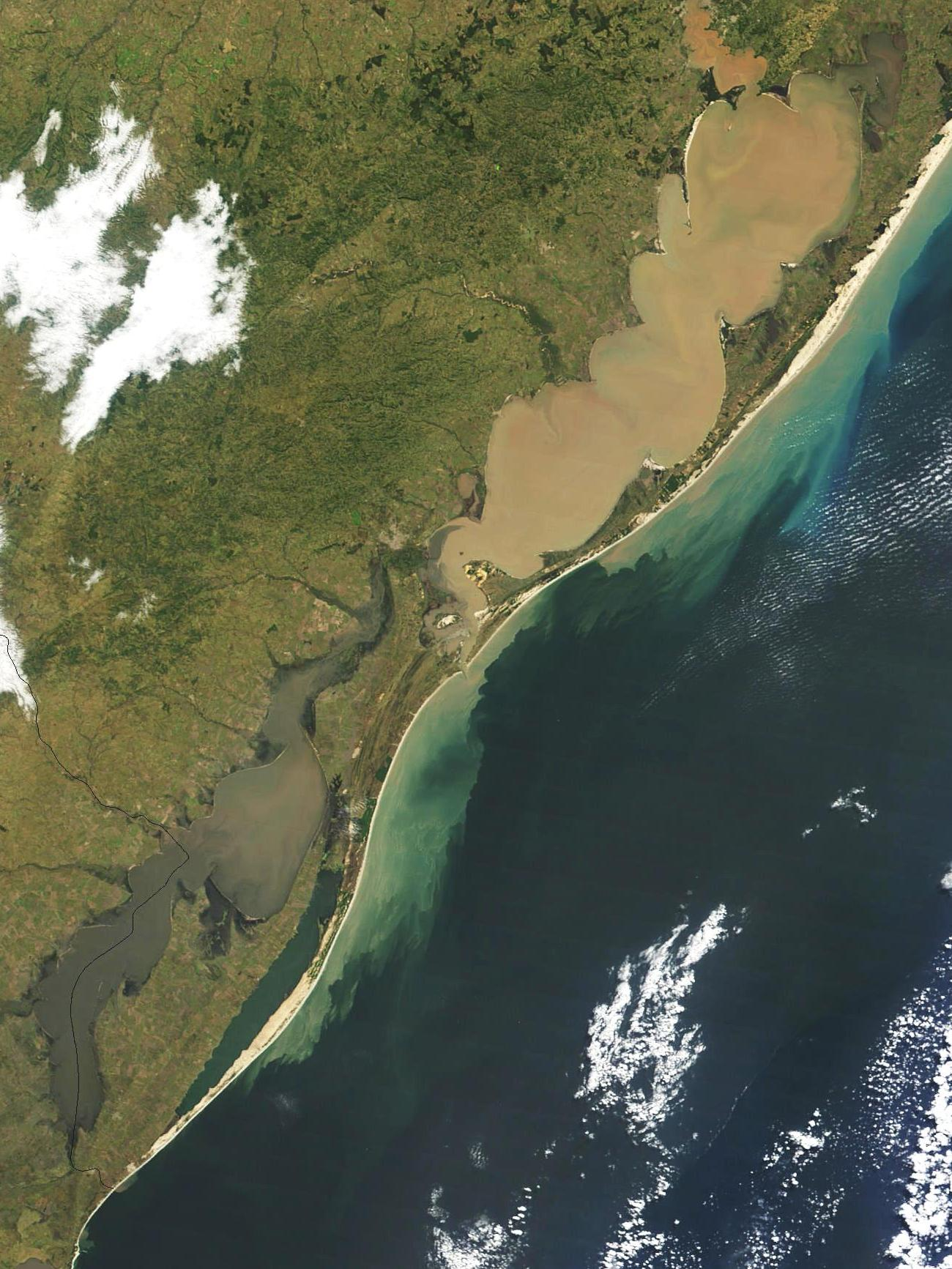
NASA-Satellitenbild der Lagoa dos Patos (obere Bildhälfte) und der Laguna Merín (unten links)

Die Lagoa dos Patos (portugiesisch für Entenlagune) ist eine Lagune im brasilianischen Bundesstaat Rio Grande do Sul. Sie umfasst bei einer Länge von etwa 290 km und einer maximalen Breite von etwa 64 km eine Fläche von etwa 10.145 km².
Die Lagoa dos Patos ist im Süden bei Rio Grande mit dem Atlantischen Ozean verbunden. Ursprünglich wurde das Gewässer von den ersten spanischen Seefahrern, die bei Stürmen in der Lagune Zuflucht suchten, für die Mündung eines großen Flusses gehalten, der Rio Grande genannt wurde.
Im Nordwesten bildet der Rio Guaíba eine Nebenbucht, im Nordosten die Lagoa do Casamento (portugiesisch für Hochzeitslagune).
Unter anderem liegt die Großstadt Porto Alegre an der Lagoa dos Patos, im Süden die Gemeinden Pelotas und São José do Norte. Durch den Canal São Gonçalo besteht im Süden eine Verbindung zur Lagoa Mirim.